# Ľupčanský hrad
Ľupčanský hrad (slovensky Lupčiansky hrad) je hrad na Horehroní, který se vypíná nad obcí Slovenská Ľupča. Je to národní kulturní památka SR.

## Poloha
Nachází se v údolí Hronu, přímo nad obcí Slovenská Ľupča, asi 10 km východně od Banské Bystrice. Je postaven na jihovýchodním okraji Starohorských vrchů v nadmořské výšce cca 440m. Přístupný je cestou z obce.

## Dějiny
Hrad s názvem Liptza se písemně vzpomíná v roce 1250 a vznikl na místě staršího hradiště po vpádu Mongolů v roce 1241. Významná poloha na přístupové cestě k středoslovenským hornickým městům udělala z hradu časté sídlo panovníků.
V červnu 1443 zasáhlo Uhersko silné zemětřesení, které hrad velmi poškodilo. Následovaly rozsáhlé opravy, další následovaly po roce 1572, kdy nový správce Pavel Rubigall realizoval jeho přestavbu. V neklidném období na přelomu 17. a 18. století často měnil majitele a byl opakovaně vyrabován. Postupně ztratil funkci správního centra a jeho osud zpečetil požár, po kterém byly prováděny pouze nezbytné opravy.
Panovníci využívali nově postavené kaštely a v opuštěném areálu hradu vznikl sirotčinec. Později přibyla škola a výchovný ústav pro mladistvé. Po druhé světové válce areál sloužil jako učiliště, prostory charity, ale i pro potřeby Socialistického svazu mládeže. Během 90. let hrad spravoval Krajský památkový ústav v Banské Bystrici, od kterého jej v roce 2002 převzaly Železárny Podbrezová. Nový vlastník provedl na Ľupčanském hradě rozsáhlé rekonstrukční práce, které výrazným způsobem zatraktivnily celý areál.

## Zajímavosti
- Na horním hradě se nachází do skalního bradla vysekaná studna s hloubkou 62 metrů, ze které vede úniková chodba mimo hradby
- Na horním nádvoří se nacházejí dva bohatě zdobené kamenné portály
- V horním podlaží hradu se nachází hradní kaple s freskovou výzdobou a sakristie s bohatě malovaným dřevěným stropem
- Na dolním nádvoří se nachází tzv. Korvínova lípa s odhadovaným věkem přes 700 let, čímž patří mezi nejstarší lípy ve střední Evropě
- Nacházejí se zde originály soch z roku 1725, pocházející z morového sloupu z náměstí v Slovenské Lupči